# ジョシュ・テイラー
ジョシュ・テイラー（Josh Taylor、1991年1月2日-）は、スコットランドの元プロボクサー。エディンバラ出身。元WBAスーパー・WBC・IBF・WBO世界スーパーライト級統一王者。史上5人目の主要4団体統一王者｡WBSSスーパーライト級優勝。

## 来歴
元々はテコンドージュニア世界王者であり、15歳の時にボクシングへ転向。

### アマチュア時代
2010年10月、コモンウェルスゲームズにライト級(60kg)で出場し、銀メダルを獲得。
2011年6月、ヨーロッパアマチュアボクシング選手権にライト級(60kg)で出場し、2回戦で敗退。同年9月、世界ボクシング選手権にライトウェルター級(64kg)で出場し、1回戦でダニヤル・イェレウシノフに敗退。
2012年8月、ロンドンオリンピックにライト級(60kg)で出場。1回戦でロブソン・コンセイソンに勝利するが、2回戦で敗退。
2013年6月、ヨーロッパアマチュアボクシング選手権にライトウェルター級(64kg)で出場し、1回戦で敗退。同年10月、世界ボクシング選手権にライトウェルター級(64kg)で出場し、2回戦で敗退。
2014年、コモンウェルスゲームズにライトウェルター級(64kg)で出場し、金メダルを獲得。

### プロ時代
2015年7月18日、アメリカ合衆国エルパソのドン・ハスキンス・センターでアーチー・ウェーアとデビュー戦を行い、2回1分53秒TKO勝ちを収めプロデビュー戦を勝利で飾った。
2016年10月21日、デイブ・ライアンとコモンウェルスイギリス連邦スーパーライト級王座決定戦を行い、5回2分45秒TKO勝ちを収め王座の獲得に成功した。
2017年3月24日、ウォーレン・ジュベールと対戦し、6回1分27秒TKO勝ちで王座の初防衛に成功した。
2017年7月8日、WBC世界スーパーライト級シルバー王者のオハラ・デービスと対戦し、7回2分25秒TKO勝ちを収め、コモンウェルスイギリス連邦王座の2度目の防衛に成功し、WBCシルバー王座を獲得した。その後コモンウェルスイギリス連邦王座を返上した。
2017年11月11日、エディンバラのロイヤル・ハイランド・センターで、元IBF世界ライト級王者でWBC世界スーパーライト級13位のミゲル・バスケスと対戦し、9回2分30秒TKO勝ちを収めWBCシルバー王座の初防衛に成功した。
2018年2月24日、1週間後の3月3日に対戦する予定であった元世界3階級制覇王者のウンベルト・ソトが、スパーリング中の怪我により試合が行えなくなったため、対戦相手がウィンストン・カンポスへと急遽変更になった。
2018年3月3日、グラスゴーのThe SSE Hydroでウィンストン・カンポスと対戦し、3回44秒TKO勝ちを収めWBCシルバー王座の2度目の防衛に成功した。
2018年6月23日、The SSE HydroでWBC世界スーパーライト級1位ビクトル・ポストルとWBC世界スーパーライト級挑戦者決定戦で対戦し、12回3-0（117-110、118-110、119-108）の判定勝ちを収め、WBCシルバー王座の3度目の防衛に成功した。

#### World Boxing Super Series
2018年6月30日、World Boxing Super Seriesシーズン2のスーパーライト級トーナメントに第2シードでの出場が発表された。
2018年11月3日、The SSE Hydroで行われたWBSS準々決勝でWBCスーパーライト級6位のライアン・マーティンと対戦し、7回2分21秒TKO勝ちを収め、WBCシルバー王座の4度目の防衛に成功し、WBSS準決勝進出を決めた。
2019年5月18日、The SSE Hydroで行われたWBSS準決勝でIBF世界スーパーライト級王者イバン・バランチェクとWBCシルバー王座も懸けた試合を行う予定であったが、WBCが承認せずIBF王座のみ懸けて行われ、12回3-0（117-109、115-111×2）の判定勝ちを収め、王座を獲得するとともに決勝に進出した。
2019年10月26日、ロンドンのO2アリーナで行われたWBSS決勝でWBA世界スーパーライト級スーパー王者でWBC世界スーパーライト級ダイヤモンド王者のレジス・プログレイスと対戦し、12回2-0（115-113、117-112、114-114）の判定勝ちを収め、WBAスーパー王座とWBCダイヤモンド王座を獲得、IBF王座は初防衛に成功し、リングマガジン認定王座の獲得にも成功すると共にWBSSトーナメントを優勝した。
2019年12月18日、エディンバラのナイトクラブで酒に酔って暴れ、テイラーをナイトクラブから追い出したアジア人用心棒に向かって、「ゲイ」、「ビッグオレンジ野郎」と人種差別発言で罵ったとして、逮捕され350ポンドの罰金を課せられた。コカイン所持でも告発されるが無罪となっている。
2020年1月10日、プロデビューから所属していたバリー・マクギガンのサイクロン・プロモーションズを離れ、ボブ・アラムのトップランク社と契約したことを発表した。これに伴い、トレーナーもバリー・マクギガンの息子のシェーン・マクギガンから新トレーナーのベン・デービソンに変更した。
2020年5月2日、ドウヌア・サックリンと防衛戦を行うことが決まっていたが新型コロナウイルスの影響で試合延期になった。
2020年9月26日、ロンドンのヨーク・ホールでIBF世界スーパーライト級1位の指名挑戦者ドウヌア・サックリンと対戦し、初回2分41秒KO勝ちを収め、IBF王座は2度目、WBAスーパー王座は初防衛に成功した。試合後、次戦はWBC・WBO世界スーパーライト級統一王者のホセ・カルロス・ラミレスと4団体統一戦を行うつもりであることを明言した。

#### 4団体統一
2021年5月22日、ラスベガスのヴァージン・シアターでWBC・WBO世界スーパーライト級統一王者のホセ・カルロス・ラミレスと4団体統一戦を行い、6回と7回に1度ずつ計2度のダウンを奪って12回3-0（114-112×3）の判定勝ちを収め、WBC、WBO王座の獲得とWBA王座は2度目、IBF王座は3度目の防衛に成功した。テイラーは男子ボクサーとしては史上5人目の主要4団体統一王者となった。
2021年10月21日、ジャック・カテラルと12月18日に対戦する予定だったが、テイラーがトレーニング中に膝を怪我したため延期になった。
2022年2月26日、The SSE HydroでWBO世界スーパーライト級1位の指名挑戦者ジャック・カテラルと対戦し、8回にダウンを奪われるも12回2-1（112-113、114-111、113-112）の判定勝ちを収め、WBA王座は3度目、IBF王座は4度目、WBC、WBO王座の初防衛に成功した。しかし、ボクシング採点サイトEYE ON THE RINGの判定投票では58人中49人のファンがカテラル勝利を支持、また殆どのイギリス人トップボクサーもカテラルの勝利を支持するなど物議を醸し、英国ボクシング管理委員会も調査に乗り出した。
2022年5月15日、元WBA世界スーパーライト級暫定王者のアルベルト・プエジョとの指名試合を拒否したため、WBAはテイラーの保持するWBA世界スーパーライト級スーパー王座を剥奪した。
2022年7月1日、WBCから指名挑戦者のホセ・セペダとの指名試合を行うよう指令されていたが、ジャック・カテラルとの再戦を優先し指令を拒否したためWBC世界スーパーライト級王座を返上した。
2022年8月24日、IBFから元IBO世界スーパーライト級王者で指名挑戦者のヘレミアス・ポンセとの指名試合を行うよう指令されていたが、WBC王座を返上した時と同じくジャック・カテラルとの再戦を優先したためIBF世界スーパーライト級王座を返上した。
2023年2月4日、ジャック・カテラルと再戦予定だったが、1月21日にSky Sportsで同じくペイ・パー・ビューで放送されるクリス・ユーバンク・ジュニア対リアム・スミスが対戦カードとして既に組まれていた上、放送するSky Sportsがペイ・パー・ビューを連続で放送すると売上が落ちることを危惧したため延期を決めた。
2023年3月4日、ジャック・カテラルと再戦予定だったが、テイラーが足底筋膜を断裂したため延期になった。

#### 初黒星からの3連敗
2023年6月10日、ニューヨークのマディソン・スクエア・ガーデン内フールー・シアターで元ライト級4団体統一王者のテオフィモ・ロペスとWBO世界スーパーライト級タイトルマッチを行うも、プロ20戦目で初黒星となる12回0-3（113-115×2、111-117）の判定負けを喫し、スーパーライト級で唯一保持していたWBO王座から陥落した。
2024年5月25日、リーズのファースト・ダイレクト・アリーナにてジャック・カテラルと約2年3カ月ぶりに再戦するも、12回0-3（111-117×2、113-116）の判定負けを喫しリベンジを許した。
2025年5月24日、グラスゴーのOVOハイドロにてWBO世界ウェルター級4位ならびにWBA世界同級14位のエコウ・エスマンとWBOグローバル同級王座決定戦を行うも、12回0-3（113-116、112-116、113-115）の判定負けを喫し王座獲得に失敗、これにより3連敗となった。

#### 現役引退
2025年7月21日、テイラーはSNSを通じて眼疾を理由に現役引退を表明した。

## 戦績
- アマチュアボクシング：71戦 49勝 22敗[44]
- プロボクシング：22戦 19勝 (13KO) 3敗

| 戦           | 日付           | 勝敗 | 時間    | 内容    | 対戦相手                               | 国籍             | 備考 |
| ------------ | -------------- | ---- | ------- | ------- | -------------------------------------- | ---------------- | --- |
| 1            | 2015年7月18日  | ☆    | 2R 1:53 | TKO     | アーチー・ウェーア                     | アメリカ合衆国   | プロデビュー戦                                                                                          |
| 2            | 2015年10月16日 | ☆    | 1R 1:25 | TKO     | アダム・メイト                         | ハンガリー       | |
| 3            | 2015年11月20日 | ☆    | 1R 0:45 | TKO     | ダニエル・コスミン・ミネスク           | ルーマニア       | |
| 4            | 2016年2月27日  | ☆    | 2R 1:40 | KO      | ライズ・チャイビ                       | フランス         | |
| 5            | 2016年5月14日  | ☆    | 1R 1:33 | TKO     | ミゲール・アルベルト・ゴンサレス・メナ | ホンジュラス     | |
| 6            | 2016年7月30日  | ☆    | 2R 終了 | TKO     | エビンシィ・ディクソン                 | アメリカ合衆国   | |
| 7            | 2016年10月21日 | ☆    | 5R 2:45 | TKO     | デイブ・ライアン                       | イギリス         | コモンウェルススーパーライト級王座決定戦                                                                |
| 8            | 2017年1月28日  | ☆    | 8R      | 判定3-0 | アルフォンソ・オルベラ                 | メキシコ         | |
| 9            | 2017年3月24日  | ☆    | 6R 1:27 | TKO     | ウォーレン・ジュベール                 | 南アフリカ共和国 | コモンウェルス王座防衛1                                                                                 |
| 10           | 2017年7月8日   | ☆    | 7R 2:25 | TKO     | オハラ・デービス                       | イギリス         | コモンウェルス王座防衛2 WBCシルバー・スーパーライト級タイトルマッチ                                     |
| 11           | 2017年11月11日 | ☆    | 9R 2:30 | TKO     | ミゲル・バスケス                       | メキシコ         | WBCシルバー王座防衛1                                                                                    |
| 12           | 2018年3月3日   | ☆    | 3R 0:44 | TKO     | ウィンストン・カンポス                 | ニカラグア       | WBCシルバー王座防衛2                                                                                    |
| 13           | 2018年6月23日  | ☆    | 12R     | 判定3-0 | ビクトル・ポストル                     | ウクライナ       | WBCシルバー王座防衛3                                                                                    |
| 14           | 2018年11月3日  | ☆    | 7R 2:21 | TKO     | ライアン・マーティン                   | アメリカ合衆国   | WBCシルバー王座防衛4 / WBSS1回戦                                                                        |
| 15           | 2019年5月18日  | ☆    | 12R     | 判定3-0 | イバン・バランチェク                   | ベラルーシ       | IBF世界スーパーライト級タイトルマッチ / WBSS準決勝                                                      |
| 16           | 2019年10月26日 | ☆    | 12R     | 判定2-0 | レジス・プログレイス                   | アメリカ合衆国   | WBA・IBF世界スーパーライト級王座統一戦 / WBSS決勝 IBF防衛1 WBA・リングマガジン・WBCダイヤモンド王座獲得 |
| 17           | 2020年9月26日  | ☆    | 1R 2:41 | KO      | ドウヌア・サックリン                   | タイ             | WBA防衛1・IBF防衛2                                                                                      |
| 18           | 2021年5月22日  | ☆    | 12R     | 判定3-0 | ホセ・カルロス・ラミレス               | アメリカ合衆国   | WBA・WBC・IBF・WBO世界スーパーライト級王座統一戦 WBA防衛2・IBF防衛3 WBC・WBO獲得                        |
| 19           | 2022年2月26日  | ☆    | 12R     | 判定2-1 | ジャック・カテラル                     | イギリス         | WBA防衛3・WBC防衛1・IBF防衛4・WBO防衛1                                                                  |
| 20           | 2023年6月10日  | ★    | 12R     | 判定0-3 | テオフィモ・ロペス                     | アメリカ合衆国   | WBO陥落                                                                                                 |
| 21           | 2024年5月25日  | ★    | 12R     | 判定0-3 | ジャック・カテラル                     | イギリス         | |
| 22           | 2025年5月24日  | ★    | 12R     | 判定0-3 | エコウ・エスマン                       | イギリス         | WBOグローバルウェルター級王座決定戦                                                                     |
| テンプレート |                |      |         |         |                                        |                  | |

## 獲得タイトル
- コモンウェルスイギリス連邦スーパーライト級王座
- WBC世界スーパーライト級シルバー王座（防衛4）
- WBA世界スーパーライト級スーパー王座（防衛3=剥奪）
- WBC世界スーパーライト級王座（防衛1=返上）
- IBF世界スーパーライト級王座（防衛4=返上）
- WBO世界スーパーライト級王座  (防衛1)
- WBC世界スーパーライト級ダイヤモンド王座
- WBSS第2シーズンスーパーライト級優勝
- リングマガジン世界スーパーライト級王座